# Studies in History and Philosophy of Science
Studies in History and Philosophy of Science ist eine begutachtete wissenschaftliche Fachzeitschrift, die von Elsevier herausgegeben wird. 
Das Journal publiziert wissenschaftliche Arbeiten, die sich mit der integrierten Betrachtung der Wissenschaftsgeschichte, der Wissenschaftsphilosophie und der Wissenschaftssoziologie befassen. Es wurde 1970 aufgelegt und erscheint inzwischen in drei Unterausgaben, die als Teile A, B und C bezeichnet werden. Chefredakteur ist Anjan Chakravartty.
Der Impact Factor lag im Jahr 2016 bei 0,723. Damit lag das Journal beim Impact Factor auf Rang 19 von insgesamt 60 wissenschaftlichen Zeitschriften in der Kategorie "Wissenschaftsgeschichte und Wissenschaftsphilosophie".